# Phobetes alpinator
Phobetes alpinator là một loài tò vò trong họ Ichneumonidae.